# Gaziler, Kepez
Gaziler là một xã thuộc huyện Kepez, tỉnh Antalya, Thổ Nhĩ Kỳ. Dân số thời điểm năm 2011 là 3.062 người.